# Belgiens Davis Cup-lag
Belgiens Davis Cup-lag kontrolleras av Kungliga belgiska tennisförbundet och representerar Belgien i tennisturneringen Davis Cup, tidigare International Lawn Tennis Challenge. Belgien debuterade i sammanhanget 1904, och spelade final samma år men föll mot Brittiska öarna.
2015 gick man återigen till final, och åkte på stryk mot Storbritannien. 2017 förlorade man mot Frankrike.

### Fotnoter
1. ↑  ”Storbritannien bröt 79-årig förbannelse – vann Davis Cup”. Sveriges Radio. 29 november 2015. http://sverigesradio.se/sida/gruppsida.aspx?programid=179&grupp=6483&artikel=6314096. Läst 29 november 2015.
2. ↑  ”Frankrike tog hem Davis Cup” (på svenska). Sportbladet. 26 november 2017. https://www.aftonbladet.se/senastenytt/ttsport/sport/article26746524.ab. Läst 28 november 2017.